# كأس البوسنة والهرسك 2017–18
كأس البوسنة والهرسك 2017–18 هو موسم من كأس البوسنة والهرسك. أقيم خلال الفترة 19 سبتمبر 2017 وحتى 9 مايو 2018، وأشرف على تنظيمه اتحاد البوسنة والهرسك لكرة القدم، وكان عدد الأندية المشاركة فيه 32، وفاز فيه نادي جيلييزنيتشار ساراييفو.